# アリコク国立公園
アリコク国立公園（アリコクこくりつこうえん、英: Arikok National Park、パピアメント語: Parke Nacional Arikok）は、アルバの北東部沿岸に広がり、アルバ島の総面積のおよそ2割を占める自然保護地域である。園内では、アルバの特徴的な自然の景観をみることができ、アルバ特有の動植物相、地質、歴史的遺物などの保護管理が行われている。アルバにおいて、ビーチ以外では一番の自然の名所であり、ハイキングやボディボードを楽しむこともできる。

## 沿革
現在のアリコク国立公園の辺りを国立公園化する構想は、1980年頃には既にあった。この構想から、現在園内にある庭園クヌク・アリコク (Cunucu Arikok) が作られた。その後1995年頃には、アルバ政府で国立公園の制定に関する新たな計画が立ち上がり、翌年にはそれを実行に移すための会議体が作られ、1997年には方針文書が策定された。そして、2000年9月28日にアリコク国立公園が正式に設立された。2003年7月には、アリコク国立公園財団（現アルバ国立公園財団）が設立され、以後公園の管理運営は同財団が担っている。

## 地形・地質
アリコク国立公園内は、地質学的に多様性に富んでいる。主な地質は、火山によって形成されたアルバ溶岩層 (Aruba Lava Formation) と、サンゴ礁が化石化してできた石灰岩層である。玄武岩や石英閃緑岩、トーナル岩、火山砕屑岩の地層もみることができる。
アルバ溶岩層は、白亜紀後期のおよそ9300万から9000万年前に、火山活動によってアルバ島が海面下で形成された際にできたと考えられる、アルバで最も古い岩石の層である。現在の公園内では、この層の枕状溶岩をみることができる。元々のアルバ溶岩層の岩石はドレライトで、これは風化や侵食に強い。その上に異なる種類の岩石の層ができることで、起伏に富んだ景観が生まれることになった。アルバ溶岩層では他に、火山活動に伴う別の典型的な岩石である凝灰岩や、礫岩が圧力と熱で変成を受けた片岩もみられる。
アルバ溶岩層の形成が終わって間もなく（およそ8800万年前）、その亀裂に貫入したマグマが、アルバ・バソリスとなり、玄武岩質の層の間にトーナル岩や石英閃緑岩の層が分布している。
より新しく形成された園内の主な地質としては、更新世のおよそ110万から10万年前に形成された風成砂岩をみることができる。風食によって作られた石灰岩質の砂丘が石化し、それが化石化した石灰岩質風成砂岩の崖が、地表に現れている。同じく更新世の、後期（およそ60万から10万年前）にできた石灰岩は、アルバ溶岩層やバソリスの層を取り巻くように広がる石灰岩台地を形成している。海に面した石灰岩台地は、侵食されて複雑で荒々しい海岸線をなし、また洞窟や天然プールも生み出している。入り江の中には、白砂の浜辺や砂丘に彩られた美しい景観を持つボカ・プリンスやドス・プラヤといった場所もある。
アリコク国立公園内には、アルバ島の最高地点であるジャマノタ山（標高188メートル）、第2の標高を持ち公園の名称の由来となったアリコク山（標高176メートル）もある。ジャマノタ山の頂上からは、アルバの広い範囲を見渡す眺望が得られる。
アリコク国立公園の南西には、ラムサール条約の登録地でもあるスペイン潟が広がり、狭い入り江にマングローブが形成され、アリコク国立公園同様、アルバ政府が保護地域に指定している。元々アリコク国立公園とは隣接する地域で、園内ではなかったが、水鳥の重要な営巣地であり、貴重な魚類など多様な生物が生息することなどから、2017年2月より附属地としてアリコク国立公園が保護管理に当たっている。

### 画像

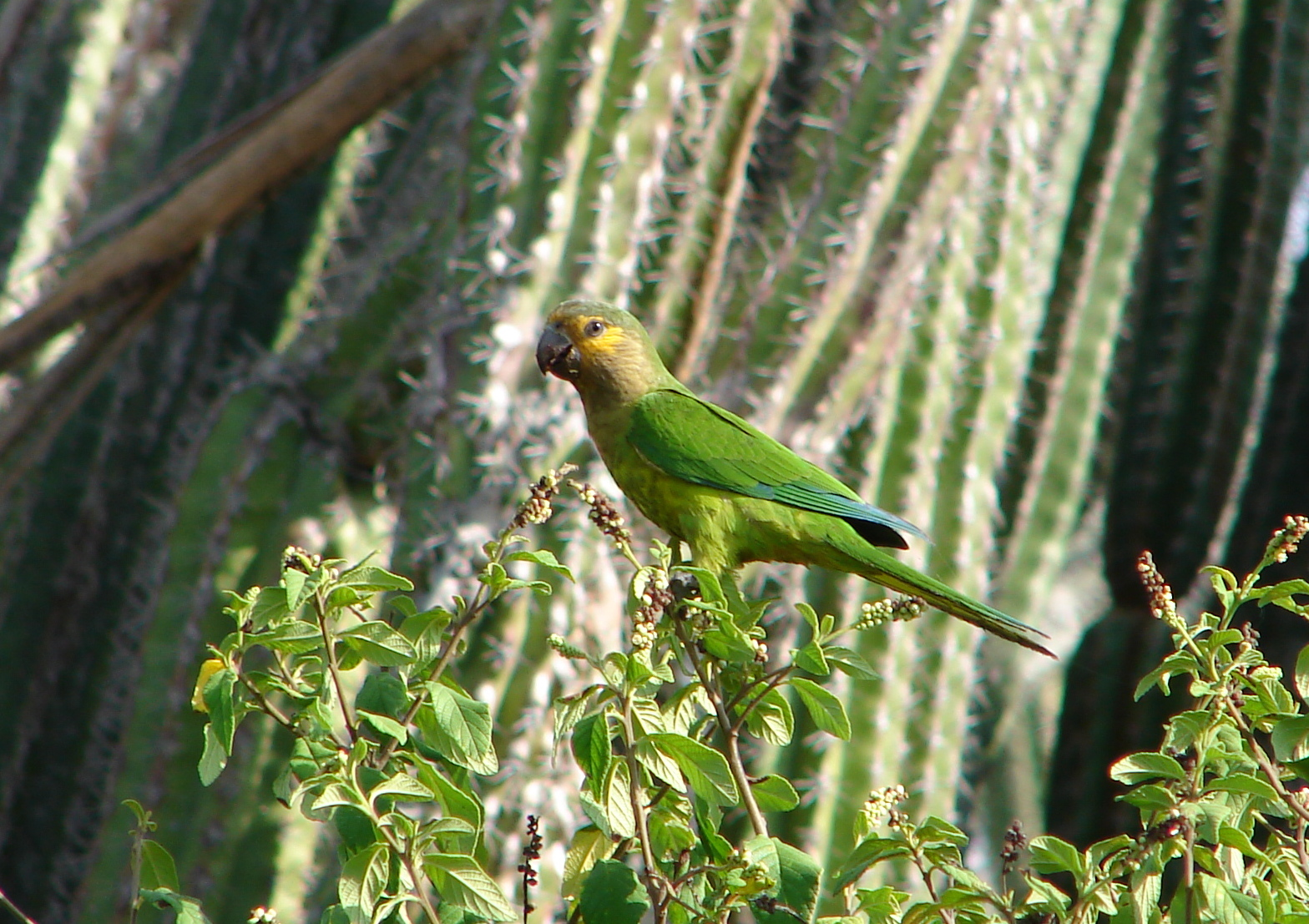
チャノドインコのなかま
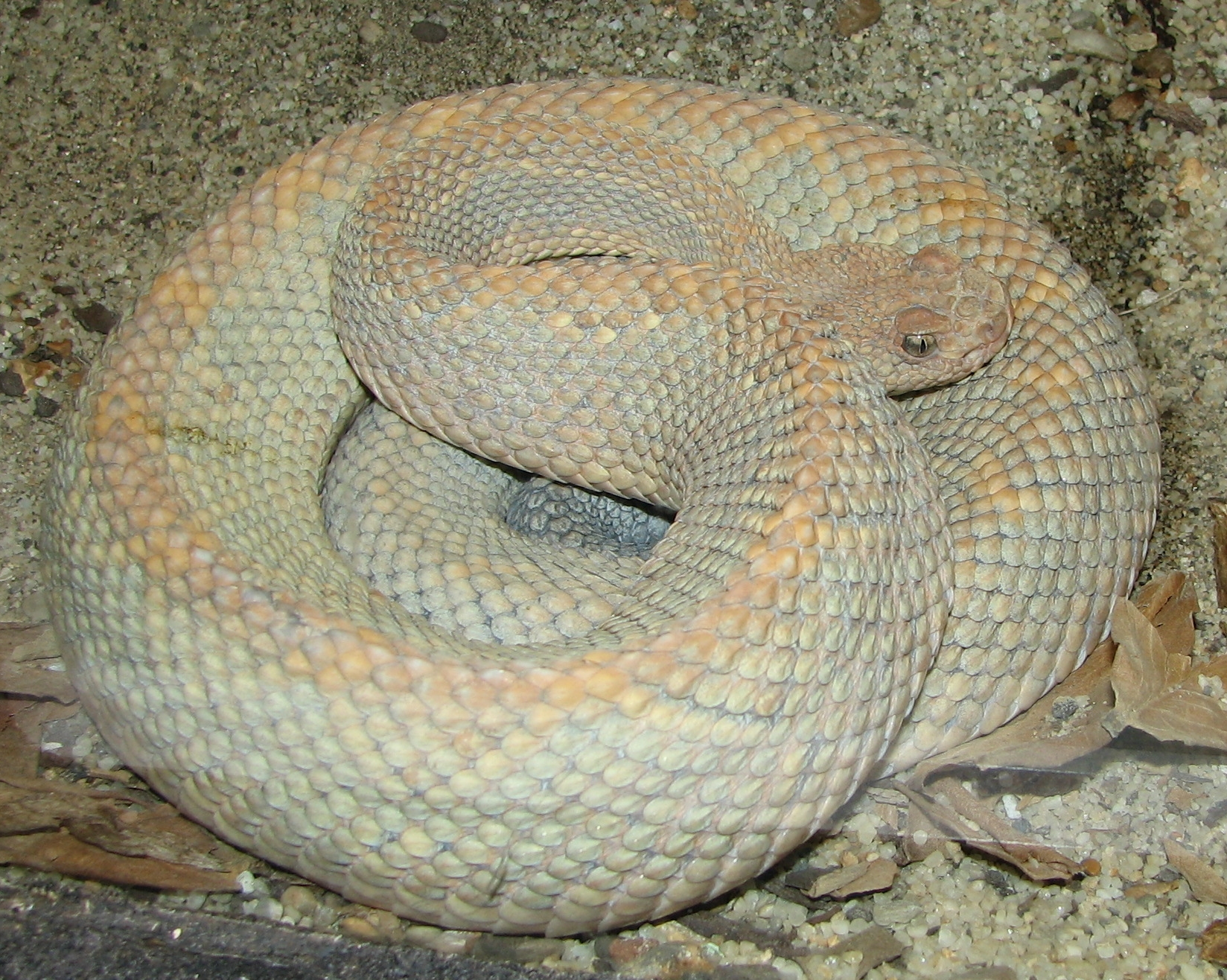
ガラガラヘビのなかま
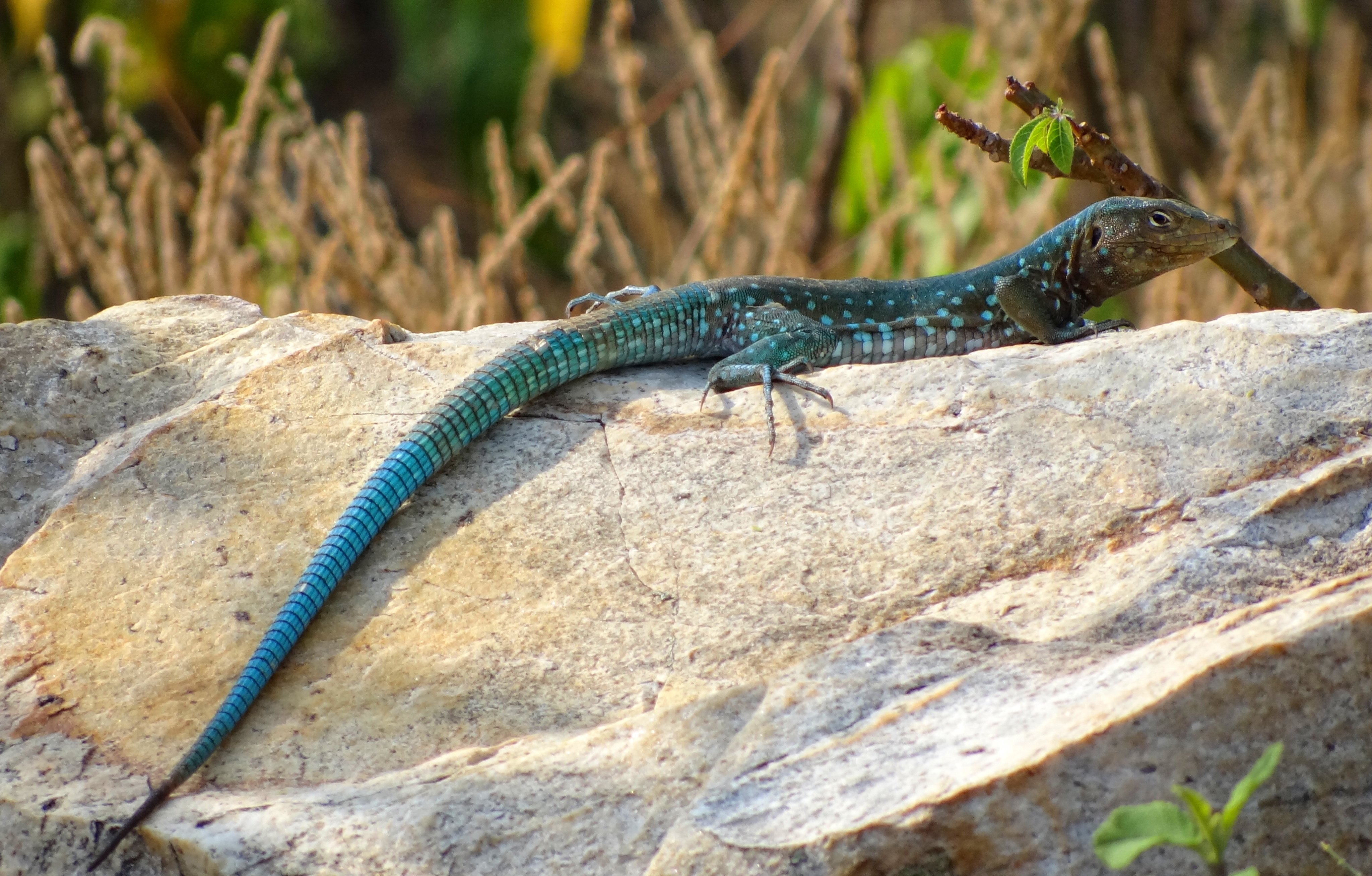
ムチオトカゲのなかま

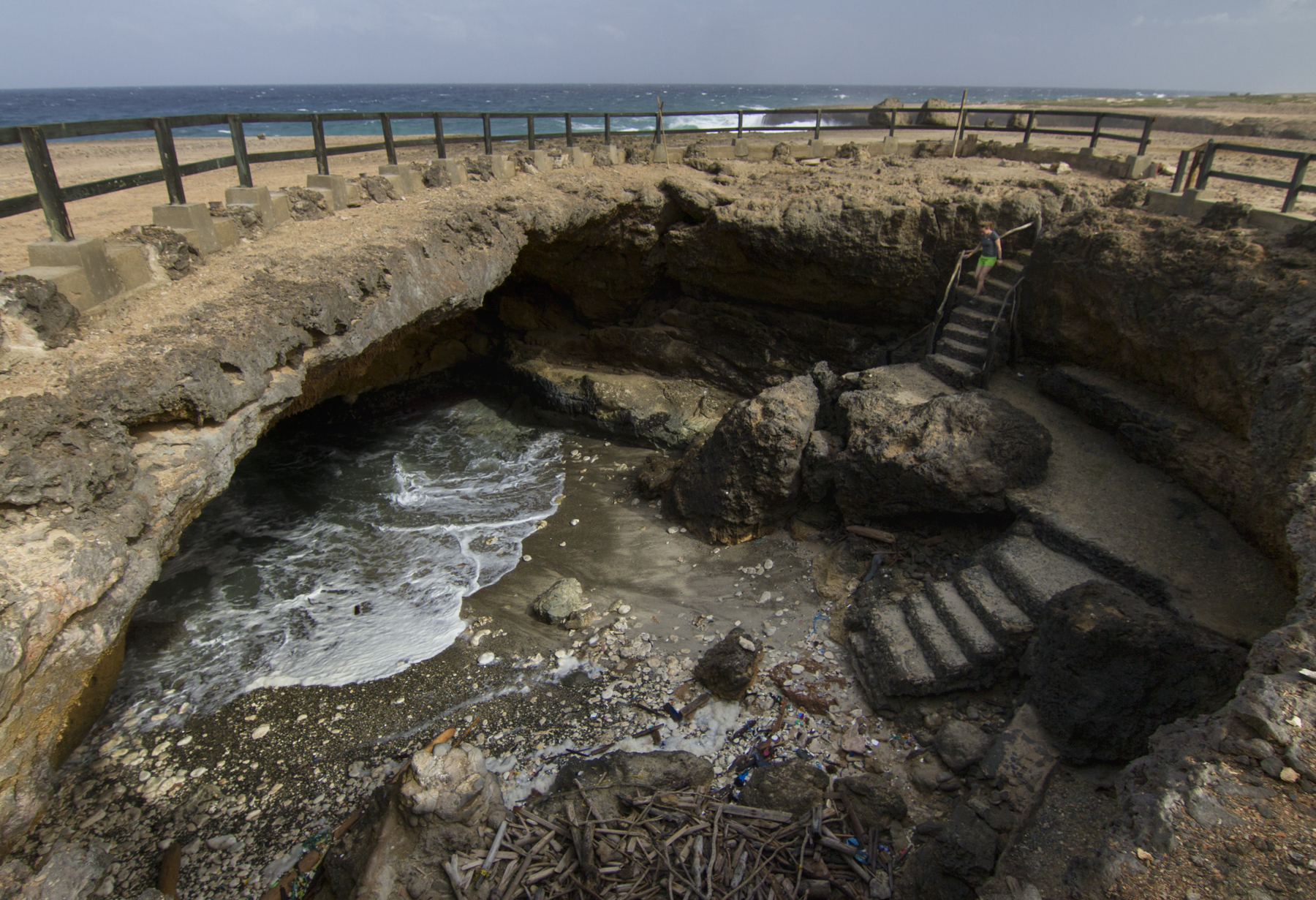
アリコク国立公園の石灰岩層
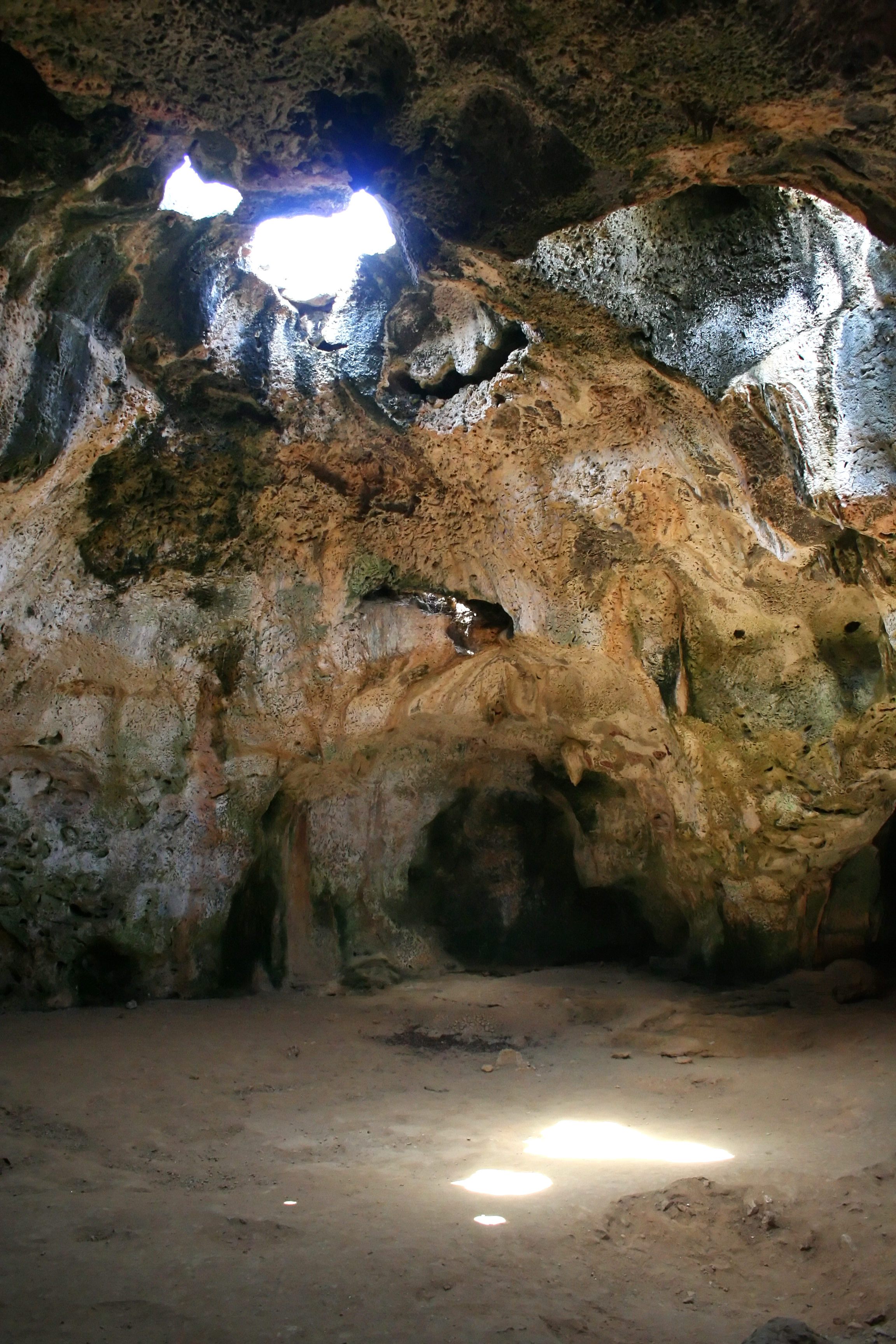
クアディリキリ洞窟（英語版）
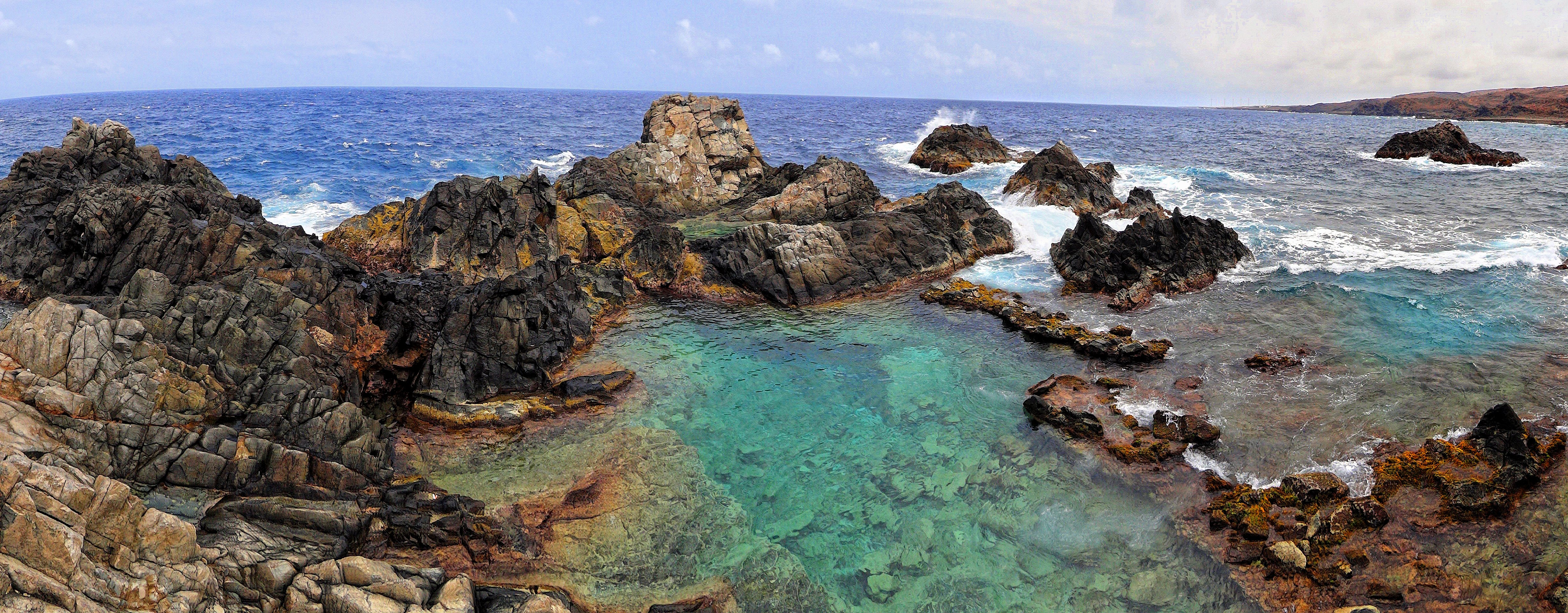
天然プール「コンチ (Conchi)」。コンチは、パピアメント語で「鉢」を意味する言葉で、溶岩が作る地形からそう名付けられている[6]。
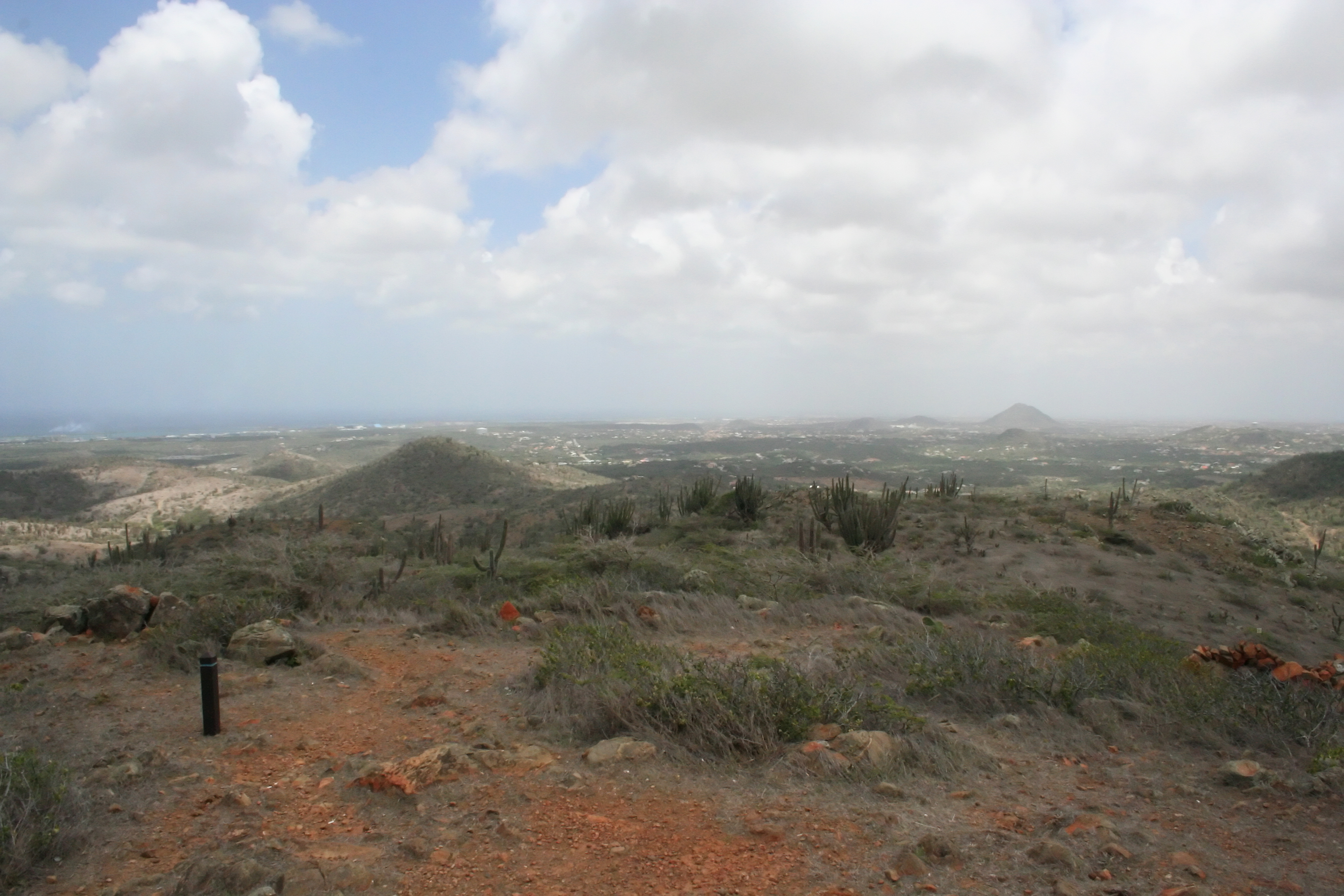
ジャマノタ山からの眺望

## 生態
アリコク国立公園は、乾燥した気候であり、強い貿易風とそれが海からもたらす塩の影響を受けている。園内に生息する動植物は、そうした過酷な環境に適応したものとなっている。多くは、アルバの在来種や固有種で、絶滅危惧種に指定される珍しい種もいくつか確認されている。

### 動物
園内でよくみられる動物は、鳥類とは虫類である。その中には、アルバでしかみられない固有種がいくつか含まれる。
鳥類には、2種類のアルバ固有種が生息する。一つは、Choco或いはShocoと呼ばれるアナホリフクロウのなかま (Athene cunicularia arubensis) である。Shocoは、アルバで特に有名な鳥で、多くのアルバ人に愛され、その誇りとなっており、アルバの紙幣の絵にも採用されたことがある。アリコク国立公園は、Shocoの絶滅を回避するための、保護活動の重要な拠点である。もう一つは、Prikichiと呼ばれるチャノドインコのなかま (Aratinga pertinax arubensis) である。
は虫類には、3種類のアルバ固有種が生息する。その内2種類はヘビで、中でもCascabelと呼ばれるガラガラヘビのなかま (Crotalus durissus unicolor) は世界的にもたいへん珍しい種である。国際自然保護連合 (IUCN) のレッドリストでは、絶滅寸前に分類されている。住宅地やその近辺で目撃された場合、アリコク国立公園が捕獲して園内に保護するようになっている。もう一種類のヘビは、Santaneroと呼ばれるネコメヘビのなかま (Leptodeira bakeri) である。それから、Kododo Blauwと呼ばれるムチオトカゲのなかま (Cnemidophorus arubensis) も確認されている。
また、園内には小規模なロバの群集もみられる。ロバは、西洋人が入植時に持ち込んだものだが、その子孫はアルバの厳しい環境に適応し、いくらか変化した姿をみせる。

#### 画像
- チャノドインコのなかま
- ガラガラヘビのなかま
- ムチオトカゲのなかま

### 植物

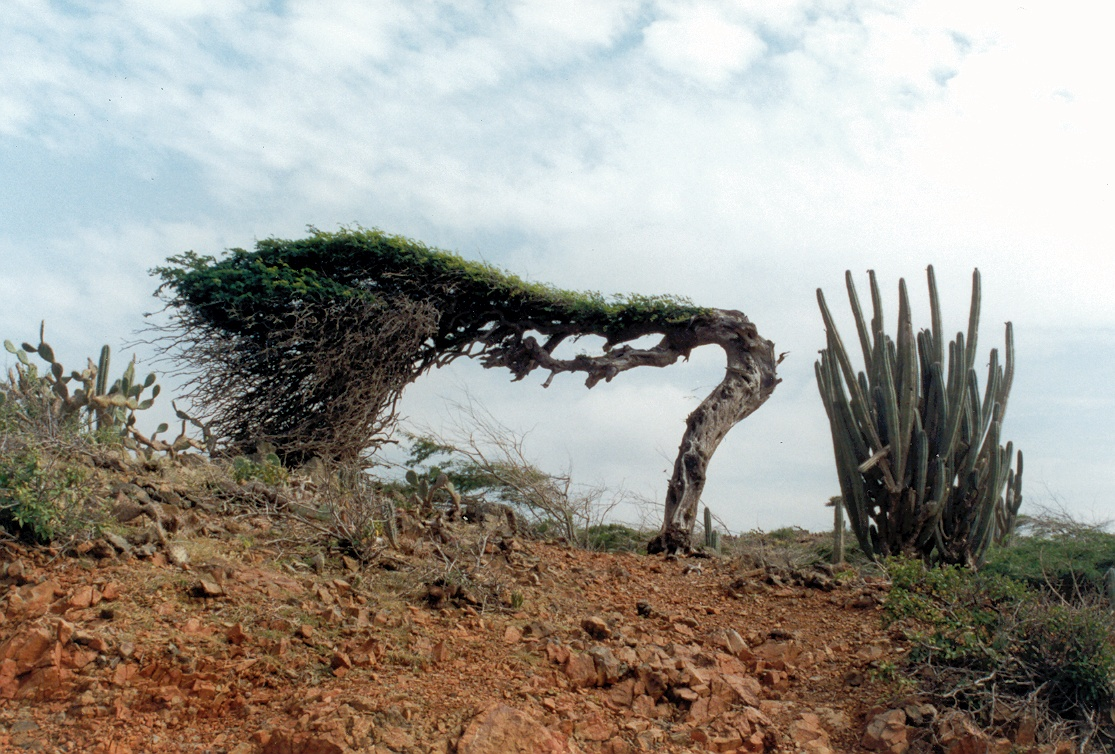
アルバに自生するジビジビの木

園内には、多様なサボテンが生い茂るほか、およそ50種の草木が存在する。樹木の中には、絶滅危惧種となっているものもある。
園内で特徴的な樹木としては、奇抜にねじれた容姿を持つジビジビ (Libidibia coriaria)、黄色い長豆が実るメスキートの一種kwihiあるいはcuihi (Prosopis juliflora)、硬く鋭いとげを持っているhubada (Acacia tortuosa) が挙げられる。

## 歴史・文化
15世紀にスペイン人がアルバへ入植を始めた際に、既にアルバに定住していたのは、アラワク語族のカケティオ人であり、彼らが残した岩絵は、今日でもみることができる。その中から、鳥の意匠を写しとったものが、公園のロゴにもなっている。岩絵がみられる場所は、石灰岩台地にある洞窟の壁や天井と、ドレライト層の巨礫である。岩絵には、人を象った要素、幾何学的な要素、動物を象った要素があり、赤、白、茶色の陰影で描かれている。フォンテイン洞窟 (Fontein Cave)の岩絵は、人を象った要素は手の形だけ、動物を象った要素も抽象的なものが一種類だけだが、洞窟の浅い部分にだけに岩絵が存在する構造が、洞窟に岩絵を描く際には自然の採光が得られる場所が選ばれたことを、如実に示している。クアディリキリ洞窟の岩絵は、人を象った要素が豊富で、手の形の他に目などの顔の造作、全身の人形も描かれている。人形は、躍動的で具象的な描き方になっている点も特徴。動物を象った絵には、単純で抽象的なものもあれば、もう少し写実的なものもある。アルバの岩絵で最も凝ったものは、クヌク・アリコクのドレライト巨礫に描かれた岩絵で、動物を象った要素が豊富にあり、人を象った要素も複雑なものになっている。そのいずれにも、二色で描かれた岩絵が含まれている。

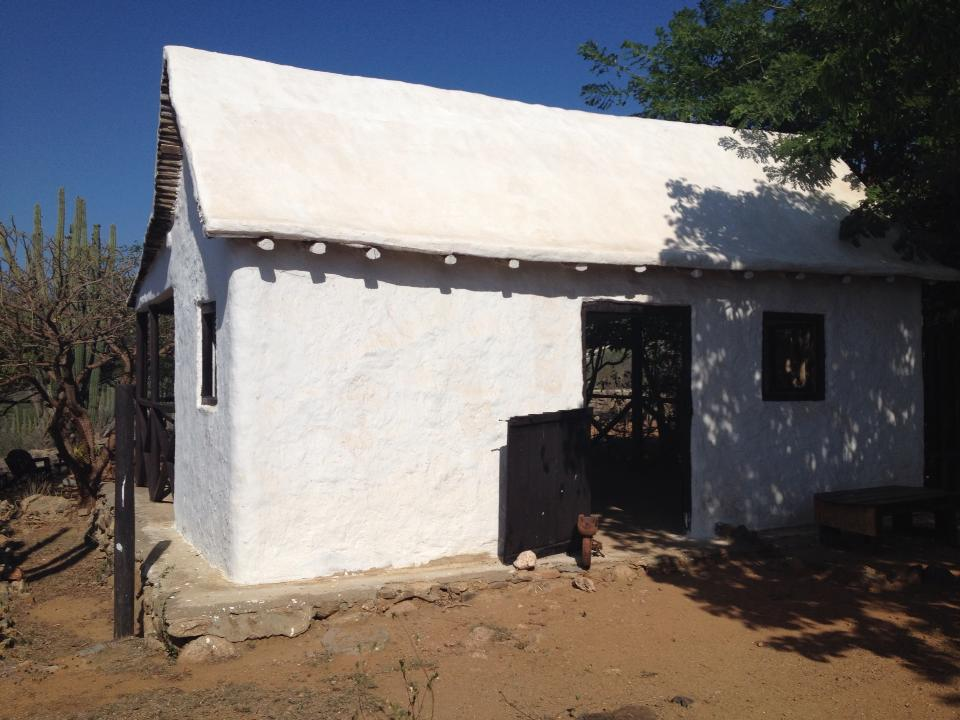
園内でみられる“Cas di Torto”の家

アルバ島は、農耕には難しい環境であるが、過去にはそれに挑んだ痕跡が、モロコシや豆が残る農地跡にみることができる。農地には、農家が暮らす家も建てられており、そのような家屋が2軒、園内で復元され、見学することができる。家屋は、元々建てられた時と同じ、現地で入手できる自然の資材を使って作られ、住居の他に納屋や便所、脱穀場、豚小屋などもあり、往時の生活様式を垣間見ることができる。家屋の建築様式は、アルバの伝統的なもので、壁や屋根の外面に粘土が塗られており、その外観から“Cas di Torto”と呼ばれている。
1800年代の前半には、アルバで金脈が発見され、金の採掘を行った跡が園内には広がっている。島内最大の金鉱であったミララマル (Miralamar) では、立て坑跡や廃屋を見学することもできる。